# Cachín
Cachín es un caserío rural de origen mapuche que se encuentra en la zona cordillerana de la comuna de Panguipulli. Esta comunidad se subdivide en Cachín Alto y Cachín Bajo.
En Cachín Bajo se encuentra la escuela rural Cachím. Esta escuela rural, ha sido beneficiada durante el año 2016 por un programa de gobierno que le permitirá acceder a la comunidad escolar a las tecnologías de información.

## Hidrología
El sector de Cachín Bajo se encuentra próximo a Río Liquiñe.

## Accesibilidad y transporte
Cachín Bajo se encuentra a 79,5 km de la ciudad de Panguipulli a través de la Ruta 203.